# Halowe Mistrzostwa Polski U18 i U20 w Lekkoatletyce 2022
Halowe Mistrzostwa Polski U18 i U20 w Lekkoatletyce 2022 – zawody lekkoatletyczne, które odbyły się w dniach 11–13 lutego 2022 roku w hali Uniwersyteckiego Centrum Lekkoatletycznego w Rzeszowie.

## Medaliści

### U18
Mężczyźni
| Konkurencja                         | Złoto                                  | Złoto     | Srebro                                     | Srebro   | Brąz                                       | Brąz     |
| Bieg na 60 m                        | Paweł Wróbel LUKS Orkan Września       | 6,93      | Jakub Błaszczyk MKL Szczecin               | 7,04     | Michał Gorzkowicz WKS Wawel Kraków         | 7,07     |
| Bieg na 200 m                       | Marek Zakrzewski AML Słupsk            | 21,34 U18 | Radosław Lach MKL Toruń                    | 21,66    | Mateusz Kochmański CWKS Resovia Rzeszów    | 22,24    |
| Bieg na 300 m                       | Adrian Wójciak UMLKS Pegaz Opoczno     | 34,66     | Jan Gonkiewicz GKS Start Długołęka         | 34,69    | Jakub Pestka AZS-AWF Gorzów                | 35,39    |
| Bieg na 600 m                       | Karol Makiła WKS Flota Gdynia          | 1:23,81   | Michał Kijewski UKS Sokół Węgorzewo        | 1:24,01  | Kamil Przybyła TL Athletics Jastrzębie     | 1:24,19  |
| Bieg na 1000 m                      | Jory Teixeira SKLA Sopot               | 2:36,06   | Mateusz Śmiertka CWZS Zawisza Bydgoszcz SL | 2:36,54  | Maciej Janicki KS AZS UWM Olsztyn          | 2:36,65  |
| Bieg na 2000 m                      | Wiktor Janduła RLTL Optima Radom       | 5:32,41   | Jakub Machulec LKS Pszczyna                | 5:32,81  | Maksymilian Zawiślak LKS Omega Kleszczów   | 5:35,45  |
| Bieg na 60 m przez płotki (91,4 cm) | Kacper Chmielewski MKS Unia Hrubieszów | 8,24      | Marcel Dobrowolski UKS Gepard Warszawa     | 8,26     | Hubert Woźniak MKLA Łęczyca                | 8,27     |
| Chód na 5000 m                      | Kacper Gołąbek MKS Stal Nowa Dęba      | 24:37,52  | Kacper Łuc MKS Stal Nowa Dęba              | 25:00,81 | Kacper Drobik RK Athletics Warszawa        | 26:43,26 |
| Skok wzwyż                          | Kewin Małek AML Słupsk                 | 2,09      | Sebastian Antosiak MKLA Łęczyca            | 2,01     | Jakub Walecki WLKS Nowe Iganie             | 1,98     |
| Skok o tyczce                       | Michał Gawenda OKS Skra Warszawa       | 5,20      | Wiktor Smura SL Olimpia Poznań             | 4,55     | Piotr Rozmiarek CWZS Zawisza Bydgoszcz SL  | 4,40     |
| Skok w dal                          | Daniel Kamiński LKS Stal Mielec        | 6,95      | Adrian Minklej MKL Toruń                   | 6,62     | Szymon Głaszczka GKS Wilga Garwolin        | 6,61     |
| Trójskok                            | Franciszek Zuter MUKS Szok Bojanowo    | 13,54     | Mateusz Misterek MOSM Tychy                | 13,51    | Bartosz Opielewicz KS Stal LA Ostrów Wlkp. | 13,21    |
| Pchnięcie kulą (5 kg)               | Karol Kijewski MKL Jurand Szczytno     | 18,35     | Tomasz Ośkiewicz MKS Aleksandrów Łódzki    | 18,13    | Mateusz Chodakowski KS Podlasie Białystok  | 16,74    |
| Siedmiobój                          | Filip Kucharski UKS Kresy Otwock       | 4521      | Mateusz Kotlarski UMKS Iskra Wolsztyn      | 4481     | Szymon Kosmowski KS AZS AWF Warszawa       | 4389     |

Kobiety
| Konkurencja                         | Złoto                                                | Złoto    | Srebro                                      | Srebro   | Brąz                                                 | Brąz     |
| Bieg na 60 m                        | Martyna Seń KS Agros Zamość                          | 7,45     | Oliwia Nowacka UMKS Iskra Wolsztyn          | 7,79     | Natalia Marszewska MKL Szczecin                      | 7,79     |
| Bieg na 200 m                       | Oliwia Klar KS Stal LA Ostrów Wlkp.                  | 24,57    | Oliwia Zimoląg MKS-MOSM Bytom               | 24,78    | Zuzanna Adamczewska AZS Łódź                         | 25,56    |
| Bieg na 300 m                       | Aleksandra Suchenek OKS Skra Warszawa                | 40,10    | Julia Przewieźlik MOS CSiR Dąbrowa Górnicza | 40,60    | Zuzanna Osicka UKS 20 Poznań                         | 40,78    |
| Bieg na 600 m                       | Jagoda Bochenek MKS-MOSM Bytom                       | 1:38,35  | Nikola Nagięć KS AZS AWF Kraków             | 1:38,52  | Daria Domżalska RKS Rumia                            | 1:38,74  |
| Bieg na 1000 m                      | Oliwia Bełczew KKL Kielce                            | 2:58,23  | Dominika Janicka SKLA Sopot                 | 2:59,04  | Roksana Piechowska ULKS Talex Borzytuchom            | 2:59,16  |
| Bieg na 2000 m                      | Izabela Kuczaba vel Kuciabińska KS Czempion Warszawa | 6:14,43  | Zuzanna Wiernicka RKS Łódź                  | 6:16,15  | Natalia Pachocka MKS Juvenia Puszczykowo             | 6:22,09  |
| Bieg na 60 m przez płotki (76,2 cm) | Zuzanna Zając AZS-AWF Katowice                       | 8,35     | Amelia Kielar LKS Górnik Wałbrzych          | 8,37     | Wiktoria Gadajska RLTL Optima Radom                  | 8,47     |
| Chód na 3000 m                      | Emilia Wiśniewska UKS 12 Kalisz                      | 14:46,23 | Paulina Tomaszewska UKS 12 Kalisz           | 15:08,62 | Małgorzata Zadrąg OKS Skra Warszawa                  | 15:26,67 |
| Skok wzwyż                          | Maja Słodzińska UKS OSoT Szczecin                    | 1,76     | Milena Patejuk AML Słupsk                   | 1,74     | Emilia Twardowska AML Słupsk                         | 1,74     |
| Skok o tyczce                       | Natalia Lewandowska SKLA Sopot                       | 3,80     | Lilly Nichols SKLA Sopot                    | 3,80     | Weronika Wodzińska MKS Aleksandrów Łódzki            | 3,75     |
| Skok w dal                          | Julia Podruczna KS Stal LA Ostrów Wlkp.              | 5,73     | Julia Adamczyk RLTL Optima Radom            | 5,67     | Dagmara Adamcio KS Stal LA Ostrów Wlkp.              | 5,60     |
| Trójskok                            | Olga Szlachta KS Stal LA Ostrów Wlkp.                | 12,55    | Maja Murach UKS Atos Woźnice                | 11,52    | Alicja Borek KKL Kielce                              | 11,41    |
| Pchnięcie kulą (3 kg)               | Julia Michałowska MKS Tempo Kęty                     | 15,14    | Anna Kicińska UKS Tempo 5 Przemyśl          | 15,07    | Patrycja Ligman LKS Lubawa                           | 13,72    |
| Pięciobój                           | Maja Kleszno AZS KU Politechniki Opolskiej Opole     | 3531     | Julia Nobik MKS Juvenia Puszczykowo         | 3379     | Aleksandra Raróg AZS KU Politechniki Opolskiej Opole | 3293     |

Mieszane
| Konkurencja                 | Złoto                                                                                | Złoto   | Srebro                                                                     | Srebro  | Brąz                                                                       | Brąz    |
| Sztafeta mieszana 4 × 400 m | KKL Stal Stalowa Wola Marek Grykałowski Natalia Cygan Kornelia Butryn Jakub Bembenek | 3:40,46 | SKLA Sopot Marta Królak Mikołaj Fijałkowski Dominika Janicka Jory Teixeira | 3:43,43 | KS Stal LA Ostrów Wlkp. Michał Jopek Oliwia Klar Dagmara Adamcio Piotr Rak | 3:43,96 |

### U20
Mężczyźni
| Konkurencja               | Złoto                                         | Złoto    | Srebro                                   | Srebro   | Brąz                                  | Brąz     |
| Bieg na 60 m              | Hubert Kozelan AZS-AWFiS Gdańsk               | 6,79     | Igor Bogaczyński MKL Jarocin             | 6,82     | Dawid Grząka KS Stal LA Ostrów Wlkp.  | 6,85     |
| Bieg na 200 m             | Igor Bogaczyński MKL Jarocin                  | 21,32    | Remigiusz Zazula MKS Agros Chełm         | 21,86    | Jakub Śliwa MKS Pułtusk               | 21,94    |
| Bieg na 400 m             | Piotr Dąbrowski KS Prefbet-Sonarol            | 47,90    | Jakub Szczepaniak UMLKS START Wieruszów  | 47,90    | Adam Kadyło MKS MOS Wrocław           | 48,13    |
| Bieg na 800 m             | Kacper Lewalski KS AZS UWM Olsztyn            | 1:56,11  | Mateusz Makowski MKS Pułtusk             | 1:57,74  | Igor Hawełko BKS Bydgoszcz            | 1:58,02  |
| Bieg na 1500 m            | Filip Rak AZS KU Politechniki Opolskiej Opole | 3:46,21  | Szymon Twardoń KS Energetyk Poznań       | 3:52,54  | Miłosz Wesołowski KKL Rodło Kwidzyn   | 3:54,03  |
| Bieg na 3000 m            | Maciej Megier AZS-AWFiS Gdańsk                | 8:34,18  | Adrian Romberg MKS-MOSM Bytom            | 8:37,79  | Patryk Szmit KS SMS Szklarska Poręba  | 8:40,02  |
| Bieg na 60 m przez płotki | Patryk Kamionek UKS LA Basket Warszawa        | 7,85     | Stanisław Woliński MKS MOS Wrocław       | 8,01     | Oskar Bydoń KS AZS AWF Kraków         | 8,05     |
| Chód na 5000 m            | Kamil Piecuch LKS Stal Mielec                 | 22:18,76 | Oskar Frej CWKS Resovia Rzeszów          | 22:42,85 | Dominik Barbużyński KL Lechia Gdańsk  | 22:46,11 |
| Skok wzwyż                | Sebastian Moszczyński KS Podlasie Białystok   | 2,14 =   | Jakub Nielub AML Słupsk                  | 2,12     | Mikołaj Szczęsny MKLA Łęczyca         | 2,10     |
| Skok o tyczce             | Eryk Fursewicz ZLKL Zielona Góra              | 4,65     | Nikodem Pochopień KKL Kielce             | 4,60     | Oskar Graczyk MKS Aleksandrów Łódzki  | 4,30     |
| Skok w dal                | Patryk Kamionek UKS LA Basket Warszawa        | 7,14 =   | Michał Zazula MKS Bolesłavia Bolesławiec | 7,07     | Gabriel Dziełakowski LLKS Osowa Sień  | 7,02     |
| Trójskok                  | Jakub Bracki BKL Bełchatów                    | 14,92    | Jakub Róg LKS Stal Mielec                | 14,43    | Cezary Wilk LLKS Pomorze Stargard     | 14,42    |
| Pchnięcie kulą (6 kg)     | Jakub Korejba LUKS Chemik Kędzierzyn-Koźle    | 18,62    | Damian Rodziak MKL Jurand Szczytno       | 18,22    | Radosław Starak KS Podlasie Białystok | 17,45    |
| Siedmiobój                | Artur Brzeziński MKS MOS Wrocław              | 4718     | Norbert Czerwionka KS Wejher Wejherowo   | 4640     | Marcin Jung MLKS Agros Żary           | 4610     |

Kobiety
| Konkurencja               | Złoto                                               | Złoto     | Srebro                                        | Srebro   | Brąz                                        | Brąz     |
| Bieg na 60 m              | Magdalena Niemczyk UKS Tiki-Taka Kolbuszowa         | 7,37 =    | Dorota Puzio GKS Start Długołęka              | 7,42     | Julia Dziamska MKS Juvenia Puszczykowo      | 7,54     |
| Bieg na 200 m             | Magdalena Niemczyk UKS Tiki-Taka Kolbuszowa         | 23,49 U20 | Julia Dziamska MKS Juvenia Puszczykowo        | 24,03    | Aleksandra Piotrowska KS Wda Świecie        | 24,21    |
| Bieg na 400 m             | Martyna Guzowska AZS-AWF Katowice                   | 55,84 =   | Justyna Kuźmińska MKS-SMS Victoria Racibórz   | 56,36    | Aleksandra Lis KS AZS UWM Olsztyn           | 56,88    |
| Bieg na 800 m             | Wiktoria Wróbel WLKS Nowe Iganie                    | 2:10,09   | Małgorzata Strzeżysz KS AZS AWF Warszawa      | 2:11,34  | Zuzanna Hajduk KS AZS AWF Kraków            | 2:11,87  |
| Bieg na 1500 m            | Julia Ścisłowska KS SMS Szklarska Poręba            | 4:34,34   | Paulina Rębacz KS Żeglina Sieradz             | 4:35,12  | Paulina Stempniak KS Energetyk Poznań       | 4:35,47  |
| Bieg na 3000 m            | Julia Jaguścik RKS Łódź                             | 9:37,67   | Maja Peryt KLKS Juventa-Cerrad Starachowice   | 9:56,28  | Katarzyna Napiórkowska LKS Maków Mazowiecki | 9:57,84  |
| Bieg na 60 m przez płotki | Alicja Sielska KS Wisła Puławy                      | 8,46      | Natalia Szczęsna RLTL Optima Radom            | 8,51     | Wiktoria Oko KS Wisła Puławy                | 8,52     |
| Chód na 3000 m            | Magdalena Żelazna AZS-AWF Gorzów                    | 13:55,79  | Izabela Krzyżanowska STS Pomerania Szczecinek | 14:33,96 | Kinga Tomasik MOS CSiR Dąbrowa Górnicza     | 14:39,51 |
| Skok wzwyż                | Katarzyna Kokot AZS KU Politechniki Opolskiej Opole | 1,77      | Adrianna Litwin AML Słupsk                    | 1,72     | Alicja Wysocka CWKS Resovia Rzeszów         | 1,70     |
| Skok o tyczce             | Maja Chamot KS Sprint Bielsko-Biała                 | 4,10      | Valentyna Iakovenko CWZS Zawisza Bydgoszcz SL | 3,85     | Maria Bartel AZS-AWFiS Gdańsk               | 3,70     |
| Skok w dal                | Anna Matuszewicz MKL Toruń                          | 6,41 U20  | Anna Rugowska WLKS Wrocław                    | 5,63     | Anna Kłosińska UKS Vis Skierniewice         | 5,54     |
| Trójskok                  | Anna Kłosińska UKS Vis Skierniewice                 | 12,38     | Julia Duda AZS-AWF Katowice                   | 12,30    | Maja Borchardt LLKS Pomorze Stargard        | 12,18    |
| Pchnięcie kulą (4 kg)     | Zuzanna Maślana MLKL Płock                          | 15,42     | Alicja Gajewska AZS-AWFiS Gdańsk              | 13,47    | Martyna Dobrowolska AZS-AWFiS Gdańsk        | 12,55    |
| Pięciobój                 | Paulina Kubis WLKS Wrocław                          | 3946      | Aleksandra Krawczyk KS Warszawianka W-wa      | 3861     | Marleen Baas OŚ AZS Poznań                  | 3708     |

Mieszane
| Konkurencja                 | Złoto                                                                                 | Złoto   | Srebro                                                                     | Srebro  | Brąz                                                                                  | Brąz    |
| Sztafeta mieszana 4 × 400 m | KS AZS UWM Olsztyn Sebastian Michalak Aleksandra Lis Julia Twardowska Kacper Lewalski | 3:33,17 | MKL Jarocin Igor Bogaczyński Daria Pluta Marcelina Gościniak Maciej Chmiel | 3:33,85 | AZS KU Politechniki Opolskiej Opole Ignacy Bryll Olivia Greiner Julia Klama Filip Rak | 3:37,40 |